# Corazziere (destroyer, 1938)
Pour les articles homonymes, voir Corazziere (destroyer).
Le Corazziere (fanion « CR ») était un destroyer italien de la classe Soldati lancé en 1938 pour la Marine royale italienne (en italien : Regia Marina). 

## Conception et description
Les destroyers de la classe Soldati étaient des versions légèrement améliorées de la classe précédente Oriani. Ils avaient une longueur entre perpendiculaires de 101,6 mètres et une longueur hors tout de 106,7 mètres. Les navires avaient une largeur de 10,15 mètres  et un tirant d'eau moyen de 3,15 mètres et de 4,3 mètres à pleine charge. Les Soldatis déplaçaient 1 830-1 850 tonnes métriques à charge normale, et 2 450-2 550 tonnes métriques à pleine charge. Leur effectif en temps de guerre était de 206 officiers et hommes de troupe.
Le Corazziere était propulsé par deux turbines à vapeur à engrenages Belluzzo/Parsons, chacune entraînant un arbre d'hélice à l'aide de la vapeur fournie par trois chaudières Yarrow. Conçus pour une puissance maximale de 48 000 chevaux-vapeur (36 000 kW) et une vitesse de 34-35 nœuds (63-65 km/h) en service, les navires de la classe Soldati ont atteint des vitesses de 39-40 nœuds (72-74 km/h) pendant leurs essais en mer alors qu'ils étaient légèrement chargés. Ils transportaient suffisamment de fuel pour avoir une autonomie de 2 340 milles nautiques (4 330 km) à une vitesse de 14 nœuds (26 km/h) et de 682 milles nautiques (1 263 km) à une vitesse de 34 nœuds (63 km/h).
La batterie principale du Corazziere était composée de quatre canons de 120 millimètres de calibre 50 dans deux tourelles jumelées, une à l'avant et une à l'arrière de la superstructure. Sur une plate-forme au milieu du navire se trouvait un canon à obus en étoile de 120 millimètres de 15 calibres. La défense antiaérienne des Soldatis était assurée par huit canons Breda modèle 1935 de 20 millimètres. Les navires étaient équipés de six tubes lance-torpilles de 533 millimètres dans deux supports triples au milieu du navire. Bien qu'ils ne soient pas dotés d'un système de sonar pour la lutte anti-sous-marine, ils sont équipés d'une paire de lanceurs de grenades sous-marines. Les navires pouvaient transporter 48 mines.

## Construction et mise en service
Le Corazziere est construit par le chantier naval Odero-Terni-Orlando (OTO) de Livourne en Italie, et mis sur cale le 7 octobre 1937. Il est lancé le 22 mai 1938 et est achevé et mis en service le 4 mars 1939. Il est commissionné le même jour dans la Regia Marina.

## Histoire du service
Au début de la Seconde Guerre mondiale, le Corazziere fait partie de la XIIe escadrille de destroyers, qui comprenait ses navires-jumeaux (sister ships) Ascari, Lanciere et Carabiniere.
La nuit précédant la déclaration de guerre, entre le 9 et le 10 juin 1940, il effectue une mission de déminage entre les îles de Lampedusa et Kerkennah avec le Lanciere, les croiseurs Da Barbiano et Cadorna et les torpilleurs Polluce et Calipso.
Le 11 juin, il est envoyé en patrouille dans le canal de Sicile avec le reste de la XIIe escadre, la XIe escadre de destroyers (Artigliere, Aviere, Geniere, Camicia Nera), la IIIe division (croiseurs lourds Trento, Pola, Bolzano)) et la VIIe division (croiseurs légers Attendolo e Duca D’Aosta).
Le 7 juillet, à 18h40, le Corazziere quitte Augusta avec les unités de section et le croiseur lourd Pola, rejoignant ensuite le reste de la IIe Escadre navale (Ire, IIe, IIIe et VIIe division de croiseurs pour un total de 10 unités et IXe, Xe, XIe et XIIIe escadron de destroyers) qui, après avoir agi comme force de soutien à une opération de convoi pour la Libye, rejoignit la Ire Escadre et participe à la bataille de Punta Stilo du 9 juillet. Pendant la retraite de la flotte italienne dans cette bataille, le XIIe Escadron est envoyé, avec les autres, à une contre-attaque de torpilles; en particulier, le Corazziere lance, vers 16h22, trois torpilles contre les cuirassés britanniques, mais ne parviennent pas à les toucher,.
Dans la soirée du 5 octobre, il appareille de Tarente pour escorter deux transports (opération "CV") vers la Libye, avec les trois navires de la XIIe escadre, mais il rentre au port après avoir aperçu des cuirassés britanniques.
En 1941, le Corazziere subit des travaux qui voient le remplacement du canon éclairant par un cinquième canon de 120 mm.
Le 8 février 1941, il appareille de Messine avec le Carabiniere et la IIIe division de croiseurs (Trento, Trieste, Bolzano, une formation qui rejoindra plus tard les cuirassés Vittorio Veneto, Cesare et Doria et les Xe escadrons de destroyers (Maestrale, Grecale, Libeccio, Scirocco) et XIIIe escadrons de destroyers (Fuciliere, Granatiere, Bersagliere, Alpino) pour intercepter la formation britannique qui se dirigeait vers Gênes pour bombarder cette ville, mais ne parvint ni à empêcher le bombardement ni à localiser les navires britanniques,.
Le 24 février de la même année, à 5h45, il quitte Palerme avec son navire-jumeau Ascari et les croiseurs Bande Nere et Diaz pour escorter indirectement un convoi à destination de la Libye (transports de troupes Esperia, Conte Rosso, Marco Polo et Victoria, destroyers Baleno e Camicia Nera, torpilleur Aldebaran), mais à 3h43 le 25, le Diaz est torpillé par le sous-marin britannique HMS Upright (N89) et, secoué par une violente explosion, coule rapidement à la position géographique de 34° 33′ N, 11° 45′ E,,: 484 hommes y mouront.
Du 12 au 13 mars, il sert d'escorte indirecte, avec le Carabiniere, le Aviere, le torpilleur Dezza et les croiseurs Trento, Trieste et Bolzano, à un convoi (transports de troupes Conte Rosso, Marco Polo et Victoria, destroyers Folgore, Camicia Nera et Geniere) en route Naples-Tripoli.
A 5h30 le 29 mars 1941, il quitte Messine avec le Ascari, le Carabiniere et la IIIe division de croiseurs (Trento, Trieste, Bolzano) qui, avec diverses autres unités - le cuirassé Vittorio Veneto, la Ire divisions de croiseurs (Zara, Pola, Fiume) et la VIIIe division de croiseurs (Garibaldi et Duca degli Abruzzi), la IXe escadron de destroyers (Alfieri, Oriani, Gioberti, Carducci), la XIIIe escadron de destroyers (Granatiere, Bersagliere, Fuciliere, Alpino), la XVIe escadron de destroyers (da Recco, Pessagno) - destinés à participer à l'opération "Gaudo", aboutit ensuite à la désastreuse bataille du Cap Matapan, conclue par la perte de toute la Ire division et des destroyers Alfieri et Carducci. Au cours de cette bataille, les navires de la XIIe escadre participent à la bataille de Gaudo puis escortent les croiseurs de la IIIe division pendant la retraite italienne, les défendant avec leurs propres tirs anti-aériens.
Aux premières heures du 24 mai 1941, il appareille de Messine avec le Lanciere, le Ascari et la IIIe Division de croiseurs (Trieste et Bolzano) pour fournir une escorte indirecte à un convoi, en route vers Naples-Tripoli, composé des transports de troupes Conte Rosso, Marco Polo, Esperia et Victoria escortés par le destroyer Freccia et les torpilleurs Pegaso, Procione et Orione. A 20h40, cependant, le Conte Rosso est torpillé par le sous-marin HMS Upholder (P37) et coule en dix minutes, emportant 1 297 hommes; le Corazziere ne peut que récupérer les 1 432 survivants, avec le Lanciere et les torpilleurs Procione et Pegaso,.
Le 25 juin, il fait partie de l'escorte indirecte, formée par les croiseurs Trieste et Gorizia et par les destroyers Ascari (rejoint après avoir quitté Messine) et Carabiniere, d'un convoi formé par les transports de troupes Esperia, Marco Polo, Neptunia et Oceania escortés par les destroyers Aviere, Gioberti, Geniere et da Noli sur la route Naples-Tripoli. Après une escale à Tarente le 27, les navires atteignent leur destination le 29 juin malgré quelques attaques aériennes qui causent de légers dommages au Esperia.
Du 16 au 18 juillet, il fournit une escorte indirecte, avec les croiseurs Trieste et Bolzano et les destroyers Carabiniere et Ascari, à un convoi composé des transports de troupes Marco Polo, Neptunia et Oceania en navigation, avec une escorte des destroyers Gioberti, Lanciere, Oriani, Geniere et du torpilleur Centauro, sur la route Tarente-Tripoli : tous les navires sont arrivés à destination sains et saufs, évitant également une attaque du sous-marin HMS Unbeaten (N93) dirigée contre le Oceania.
Le 23 septembre, il pose un champ de mines au sud-est de Malte avec les trois unités du XIIe Escadron, escortées par le Aviere et le Camicia Nera.
Le 24 septembre, il appareille de Palerme avec les croiseurs légers Duca degli Abruzzi et Attendolo, la IIIe division (croiseurs lourds Trento, Trieste et Gorizia), le reste de la XIIe escadre et la Xe escadre de destroyers (Maestrale, Grecale et Scirocco) pour intercepter un convoi britannique, sans succès.
Le 21 novembre 1941, il sort pour escorter vers Messine, avec le croiseur léger Garibaldi, les destroyers Vivaldi, da Noli, Granatiere, Fuciliere, Aviere et Carabiniere et le torpilleur Perseo, le croiseur léger Duca degli Abruzzi, sérieusement endommagé par des bombardiers-torpilleurs lors d'une mission d'escorte indirecte de deux convois vers la Libye.
Le 13 décembre, il quitte Tarente avec les destroyers Carabiniere et Geniere pour rejoindre la force de couverture de l'opération "M 41" (trois convois vers la Libye composés de 6 navires marchands, 5 destroyers et un torpilleur), qui est cependant ravagée par des attaques de sous-marins, qui coulent deux transports (le Fabio Filzi et le Carlo del Greco) et endommagent sérieusement le cuirassé Vittorio Veneto.
Le 16 décembre, il fait partie, avec les cuirassés Andrea Doria, Giulio Cesare et Littorio, des croiseurs lourds Trento et Gorizia et des destroyers Granatiere, Maestrale, Fuciliere, Bersagliere, Alpino, Carabiniere, Oriani, Gioberti et Usodimare, de la force de soutien à l'opération de convoyage pour la Libye "M 42" (deux convois composés au total par les navires marchands Monginevro, Napoli, Ankara et Vettor Pisani escortés par les destroyers Saetta, Da Recco, Vivaldi, Da Noli, Malocello, Pessagno et Zeno, tous deux partis de Tarente et dirigés vers Benghazi - le Ankara et le Saetta - et Tripoli - les autres unités). Les navires arrivent sains et saufs à destination le 18, tandis que le groupe de soutien prend part à une bataille peu concluante avec une formation britannique qui est appelée la Première bataille de Syrte, dans laquelle le Corazziere n'a d'ailleurs pas eu de rôle particulier. Après la fin de la bataille, vers six heures du matin du 18 décembre, le Corazziere, alors qu'il manœuvrait à grande vitesse, entre en collision avec le Granatiere: les deux navires subissent des pertes et de très lourds dommages avec l'enlèvement réciproque de la proue, devant retourner en remorque à Orgolsoli, un petit port de Grèce, où il est amarré au milieu de la baie à une centaine de mètres du quai avec seulement l'ancre arrière. Une partie de l'équipage a été débarquée. Après des jours d'attente, où aucun sauvetage n'est prévu, les quelques membres de l'équipage restés à bord du Corazziere (une trentaine d'éléments) décide de construire un mur en béton armé pour reconstruire une partie de la proue, qui a été endommagée. Les travaux sont achevés la nuit de Noël,,,.
En raison de la gravité des dommages, les travaux de réparation du navire durent longtemps, permettant la remise en service du Corazziere, sous le commandement du capitaine de frégate (Capitano di Fregata) Antonio Monaco, le 8 mai 1942. Pendant les travaux, en plus de la reconstruction de la proue, il est installé l'échogoniomètre et embarqué deux autres mitrailleuses de 20 mm
. Le Corazziere participe à l'action en Méditerranée orientale les 13-14-15 juin 1942, escortant la VIIIe division navale (Garibaldi, Duca d'Aosta, Gorizia et Trento) qui constitue le détachement précurseur du gros des cuirassés Littorio et Vittorio Veneto.
À partir du 2 juillet de la même année, il est déployé à Navarino avec les navires-jumeaux Bersagliere, Mitragliere et Alpino et les croiseurs légers Garibaldi, Duca d’Aosta et Duca degli Abruzzi (qui forment la VIIIe division), et y reste pendant quatre mois. Cette formation devait intervenir au cas où les convois naviguant dans la zone centre-est de la Méditerranée seraient attaqués par des navires partant des bases britanniques du Moyen-Orient, mais cela ne sera jamais nécessaire.
Au cours de cette période, le navire ne fait qu'une seule sortie, avec le Alpino, le 13 août, pour escorter à Benghazi le navire à moteur Monviso (en provenance de Brindisi), mais à 15h20 de ce jour-là, le transport est touché par deux torpilles lancées par le sous-marin britannique HMS Thorn (N11) à 8 miles et par 333° de Sidi Sueicher (côte libyenne) et coule. Le Corazziere et le Alpino, sur ordre de Supermarina, retournent à Navarino. Le Corazziere ne s'est pas rendu compte de la présence du sous-marin ennemi, car le sonar de son équipement était cassé et donc inutilisable. Le sous-marin est coulé peu après par le torpilleur Pegaso, qui avait quitté Benghazi.
Le 31 octobre, il part avec son navire-jumeau Bersagliere et le plus ancien Da Recco pour transporter vers Tobrouk une cargaison de 250 tonnes de munitions (réparties entre les trois navires). En suivant la route de la Méditerranée orientale, en traversant le canal de Corinthe, en passant devant Athènes et en glissant devant l'île de Poros et Ydra et plus loin, en longeant Cerigo, en passant entre Cerigotto et la Crète, les trois navires atteignent leur destination le 2 novembre malgré de violentes attaques aériennes, de bombardiers-torpilleurs d'une durée de deux heures et demie, menées dans la nuit du 1er au 2 novembre, au cours desquelles le Corazziere, légèrement endommagé par une bombe, subit dans son équipage 6 blessés, dont deux grièvement.
Entre la fin de 1942 et le début de 1943, il a effectué de nombreuses missions de transport rapide de troupes et de matériel et de pose de mines.
Au début de février 1943, il effectue une mission de transport de troupes à Tunis avec les destroyers Zeno, da Noli et Malocello. Vers 22h00 du 5 février, alors qu'il reprenait la mer (avec l'amiral Lorenzo Gasparri à bord), au large de Trapani, il est éperonné par un radeau à moteur allemand, qui ouvre sur l'avant tribord une entaille d'environ douze mètres de longueur: le navire s'arrête et embarque de l'eau, certains membres de l'équipage l'abandonnent, mais il est possible de poursuivre au ralenti jusqu'à destination. Une fois arrivé à Trapani, le destroyer débarque les munitions et le 8 février, à 7 heures du matin, il quitte le port sicilien pour se rendre à Palerme où il arrive, escorté par deux patrouilleurs, à 11 heures ce jour-là.
Du 9 au 14 février, le Corazziere subit des réparations provisoires pour le remettre en état de navigabilité.
Le 15 février, à 6h40, le Corazziere  quitte Palerme, escorté par le destroyer Premuda, et à 15h20, il s'amarre à la crique de Villa del Popolo à Naples. Une demi-heure plus tard, la ville est soumise à un bombardement intense par 14 bombardiers américains de la Ninth Air Force de l'United States Air Force, visant le port. Au cours du raid, le Corazziere est touché par deux bombes qui, éclatant sous la quille après avoir percé tous les ponts, enlèvent la partie avant sur 22 mètres de longueur,. Il n'y a pas eu de victimes ni de blessés, mais les dégâts sont très importants (proue enlevée et machines endommagées) et des pompes supplémentaires fournies par Marina Napoli ont été nécessaires pour maintenir le navire à flot.
Les travaux de réparation temporaire durent plus d'un mois, pendant lequel la majeure partie de l'équipage (environ 150 hommes, dont tous les sous-officiers sauf un et tous les officiers sauf le commandant Monaco et le directeur de tir) est débarqué et transféré. Le 1er avril, le Corazziere quitte Naples avec l'aide de quelques remorqueurs, avec le destroyer Maestrale (mutilé de la poupe à cause de la collision avec une mine), en direction de Gênes. Il arrive à Gênes le 3 avril et soixante-dix autres hommes, parmi lesquels le commandant Monaco, quittent le navire. A Gênes, chez OARN (Officine Allestimento e Riparazione Navi), le Corazziere, outre les réparations majeures, a dû recevoir également quelques modifications, et l'élimination du complexe lance-torpilles arrière, remplacé par deux mitrailleuses Breda 37/54 mmref name="Ct classe Soldati"/>.
Le 8 septembre 1943, à la proclamation de l'armistice (Armistice de Cassibile), il ne reste plus qu'une quarantaine d'hommes sur le navire, et le soir même, il se saborde de lui-même, les dernières vannes de cale étant ouvertes par le sous-capitaine torpilleurBruno Taglieri. Alors qu'ils tentaient de s'éloigner du port, ils ont été aperçus et mitraillés par les troupes allemandes : seuls 6 hommes, qui étaient partis en retard, ont réussi à se sauver, en se cachant dans un tunnel en construction qui servait d'abri anti-aérien.
Le navire coulé étant resté en assiette, la récupération du côté allemand est rapide et facile. Cependant, le Corazziere  ne reprendra jamais du service. Partiellement démoli par les Allemands, il est coulé dans le port de Gênes lors d'un bombardement aérien intense, le 4 septembre 1944, tandis que d'autres sources rapportent plutôt son sabordage par les Allemands eux-mêmes en avril 1945.
Tout au long de la guerre, le Corazziere a effectué un total de 128 missions de guerre, couvrant un total de 45 782 milles nautiques (84 788 km).
En 1953, l'épave est récupérée et démantelée en six mois.

### Commandement
Commandants
- Capitaine de frégate (Capitano di fregata) Gastone Minotti (né à Naples le 18 août 1898) (1939-1940)
- Capitaine de frégate (Capitano di fregata) Carlo Avegno (né à Meina le 6 juin 1900) (10 juin - décembre 1940)
- Capitaine de vaisseau (Capitano di vascello) Carmine D'Arienzo (né à Crotone le 15 janvier 1897) (décembre 1940 - septembre 1941)
- Capitaine de vaisseau (Capitano di vascello) Paolo Melodia (né à Naples le 28 février 1899) (septembre 1941 - janvier 1942)
- Capitaine de frégate (Capitano di fregata) Antonio Monaco di Longano (né à Naples le 30 janvier 1901) (10 avril 1942 - 15 avril 1943)
- Capitaine de frégate (Capitano di fregata) Giuseppe Gregorio (né à Savone le 3 février 1901) (16 avril - 9 septembre 1943)